# Cyrtocymura
Cyrtocymura là một chi thực vật có hoa trong họ Cúc (Asteraceae).

## Loài
Chi Cyrtocymura gồm các loài: